# Suite de Bartók
La Suite pour piano op. 14 est une série de quatre pièces du compositeur Béla Bartók composée en 1916.

## Contexte
Béla Bartók achève l'écrire de sa Suite en 1916, et il s'agit de l'œuvre en plusieurs mouvements qu'il jouait le plus lors de ses récitals. C'est notamment la Suite qu'il choisit parmi ses œuvres pour piano pour figurer sur ses premières enregistrements gramophoniques pour La Voix de son maître. Dans un entretien qu'il donne postérieurement à l'écriture de sa pièce, il explique que c'est pour adapter un nouveau langage pianistique qu'il l'a écrite. À la question de la représentativité de son style abstrait par sa Suite, il a notamment répondu que « la Suite op. 14 ne renferme pas de mélodies populaires. Elle se nourrit entièrement de thèmes originaux de mon invention. Au moment de la composition de l'œuvre, j'avais l'esprit occupé par l'idée de parfaire la technique pianistique, de la transformer en un style plus transparent. Un style qui soit fait d'os et de muscle – à l'opposé du lourd style harmonique du postromantisme –, c'est-à-dire où des ornements superflus comme les arpèges ou d'autres figures sont proscrits, un style plus simple »,. Le compositeur raconte aussi que « Avant la [Première] Guerre mondiale, j'ai même fait un voyage en Afrique du Nord pour recueillir et étudier la musique paysanne arabe dans le désert du Sahara, et je ne me suis pas soustrait à l'influence de cette musique. Le troisième mouvement de ma Suite pour piano (op. 14), par exemple, a été influencée par ce genre de musique arabe »,. À l'influence de la musique arabe s'ajoute aussi celle de la musique de Franz Liszt, puisque le thème du deuxième mouvement, d'abord décaphonique puis dodécaphonique, s'apparente au thème initial de la Faust-Symphonie du compositeur hongrois, à laquelle Béla Bartók fait plusieurs fois référence dans ses essais.
La Suite est écrite lors d'une période de crise dans la vie de Béla Bartók, alors qu'il a une histoire secrète et dont il n'a jamais parlé publiquement avec Klára Gombossy, lors de ses séjours dans le nord de la Hongrie pour recueillir la musique paysanne slovaque. C'est lors de cette période qu'il compose notamment les Cinq mélodies, op. 15 ainsi que les Cinq mélodies, op. 16, mettant fin à une période sans œuvre qui a débuté avec la Première Guerre mondiale. Il se remet aussi à travailler sur son ballet Le Prince de bois op. 13 ainsi qu'à son Quatuor à cordes no 2 op. 17. La Suite est achevée en février 1916 à Rákoskeresztúr. Il écrit sa Suite avec une dramaturgie, où l'accélération se fait progressivement pour déboucher sur un mouvement lent. Cette dramaturgie se fait cependant de façon moins pathétique qu'avec la Marche funèbre qui clot les Quatre Pièces pour orchestre, mais moins tragique qu'avec le Lento qui termine le Quatuor à cordes no 2.
La Suite dans sa première version a été écrite en cinq mouvements avant que Béla Bartók ne la modifie pour en faire quatre mouvements en 1918 au moment de la passer à son éditeur. C'est dans sa forme en cinq mouvements que le compositeur avait choisi de la faire publier par son éditeur Rózsavölgyi, l'Andante formant le deuxième mouvement s'inscrivant parfaitement dans le cycle. Mais en 1918, Béla Bartók préfère retirer le mouvement lorsqu'il soumet l'œuvre à son nouvel éditeur viennois Universal Edition. László Somfai émet plusieurs possibilité au retrait de ce mouvement : une première hypothèse serait que les deuxième et troisième mouvements d'origines auraient été tous deux en 
. Une deuxième hypothèse est qu'il avait choisi de ne mettre qu'un seul mouvement lent et qu'il s'agissait du finale, le deuxième mouvement n'entrant plus alors dans la dramaturgie établie. Une troisième hypothèse serait que Béla Bartók aurait jugé que ce mouvement ne s'intégrait pas correctement, en terme stylistique, aux autres mouvements. De plus, la première version, en cinq mouvement, ne comprend pas d'indication métronomique, ces dernières n'étant ajoutée qu'en 1918 au moment de la soumission à Universal Edition. Cependant, c'est la version révisée en 1927 qui comporte les indications métronomiques les plus fréquemment utilisées. De plus, Béla Bartók ajoute l'indication « attacca » à la fin du troisième mouvement, afin d'enchaîner directement avec le finale. Les trois premiers mouvements vont ainsi de plus en plus vite, avant de revenir à la moitié du tempo initial lors du dernier mouvement.
Dans l'enregistrement que fait le compositeur pour La Voix de son maître en 1929, il ne respecte pas les indications métronomiques indiquées sur la partition, allant plus vite pour les tempos rapides, mais aussi plus lentement pour les tempos lents. De plus, il ajoute beaucoup de nouvelles intentions du point de vue du caractère, de la variété d'attaque percussive, de l'expression pianistique, de l'usage de la pédale una corda comme de la pédale de résonance ainsi que des accents. Béla Bartók, dans une lettre datée du 13 mai 1937 à son éditeur viennois, demande que soit inséré une note de bas de page dans la prochaine édition de la Suite, et juge son enregistrement de 1929 comme « un modèle donnant des informations supplémentaires authentiques au pianiste ». La note de bas de page, écrite en allemand, signalait l'« enregistrement authentique sur gramophone (interprétation du compositeur) : His Master's Voice AN 468, 72-671/2 ». Cette note de bas de page a cependant été supprimée à la mort du compositeur avec la disparition des disques 78 tours. Divorce paisible.

## Structure
L'œuvre comprend quatre mouvements :
1. Allegretto ( = 120) à 
 ;
2. Scherzo ( = 122) à 
 ;
3. Allegro molto ( = 124) à 
 ;
4. Sostenuto ( = 120-110) à 
.